# Janira Hopffer Almada

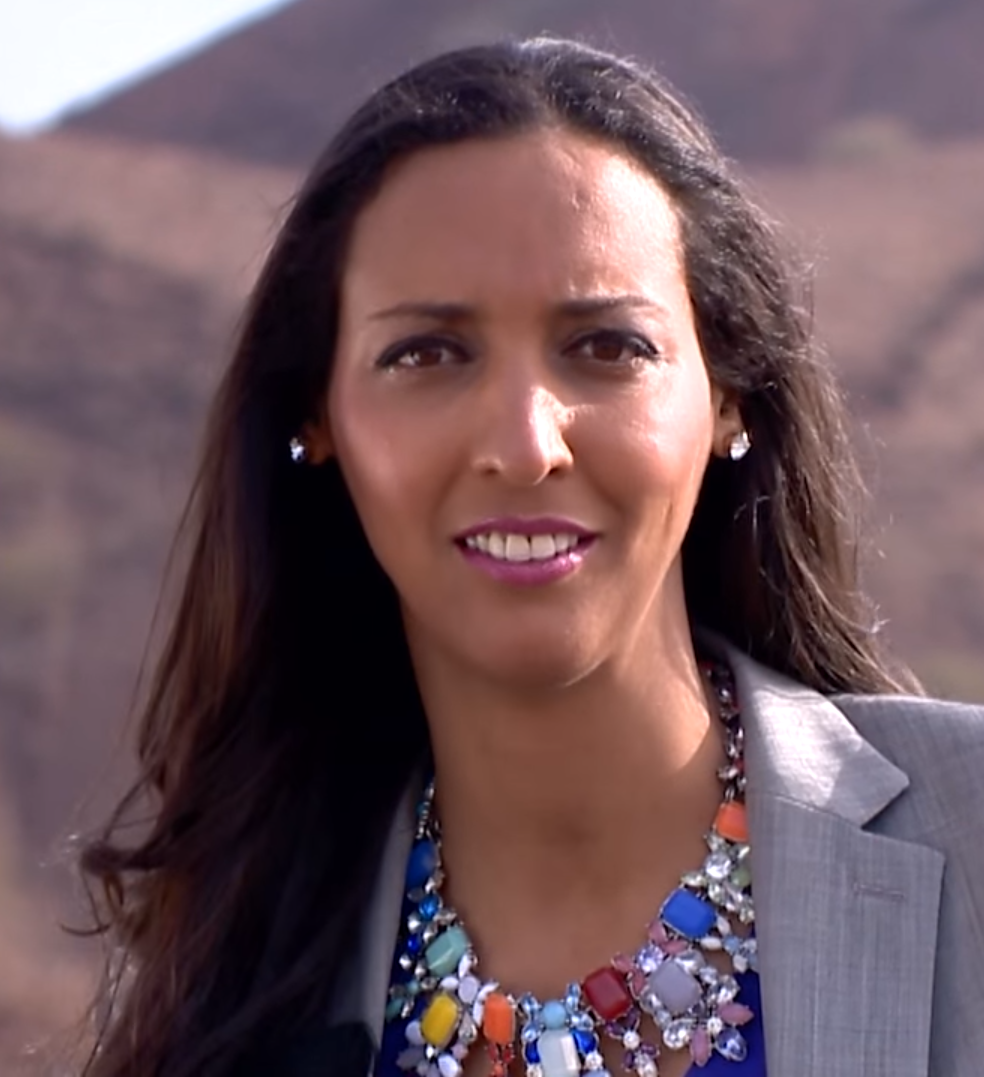
Janira Hopffer Almada

Janira Isabel Fonseca Hopffer Almada (geb. 27. September 1978, Praia, Santiago, Kap Verde) ist eine Rechtsanwältin und Politikerin im westafrikanischen Inselstaat Kap Verde. Sie war von 2014 bis 2021 Präsidentin der langjährigen Regierungspartei Partido Africano da Independência de Cabo Verde (PAICV).

## Leben

### Jugend und Ausbildung
Almada wurde am 27. September 1978 in der Landeshauptstadt Praia auf der Insel Santiago geboren. Ihr Vater ist ein Rechtsanwalt, Mitglied der PAICV und Justizminister, David Hopffer Almada. Sie hat einen Abschluss in Rechtswissenschaft und ein Graduate Degree in Gesellschaftsrecht der Universität Coimbra in Portugal.

## Karriere
Almada ist Rechtsanwältin und arbeitet als Associate in der Kanzlei ihres Vaters, D. Hopffer Almada and Associates. Sie ist Mitglied der Cape Verde Bar Association und war Dozentin an der Universidade Jean Piaget de Cabo Verde (2003–2006).
Almada war Representante Municipal in den Gemeindewahlen 2008 und wurde bei den Wahlen 2011 für den Wahlkreis Santiago Sul in die Nationalversammlung gewählt. Sie wurde Ministerin für Jugend, Arbeit und Human Resources Development.
Almada wurde am 14. Dezember 2014 mit 51,24 % der Stimmen zur Parteiführerin der PAICV gewählt. Sie war die Nachfolgerin von José Maria Neves und die jüngste und erste weibliche Präsidentin der Partei. Sie führte die Partei in den Wahlen 2016. Nachdem das Movimento para a Democracia (MpD) einen überragenden Wahlsieg errang, kündigte sie ihren Rücktritt an. Sie entschied sich jedoch bei der nächsten Parteiversammlung wieder zu kandidieren und gewann die Wiederwahl als Parteipräsidentin.
Im August 2016 wurde Almada eingeladen zu einem Kongress der angolanischen Regierungspartei Movimento Popular de Libertação de Angola (MPLA) als Delegierte. Beide Parteien sind geistig verbunden im Kampf gegen Kolonialismus und für Unabhängigkeit. Daraufhin kam es zu weiteren Treffen von Mitgliedern der PAICV, MPLA und der portugiesischen Partido Socialista (PS) (Präsident Carlos César).
Nach einer weiteren schweren Wahlschlappe bei den Kommunalwahlen 2021 trat Almada von ihrem Führungsposten in der PAICV zurück. Die Partei hatte in den Wahlen nur noch zwei der 22 Kommunen gewinnen können.